# Túnel do Cuchi

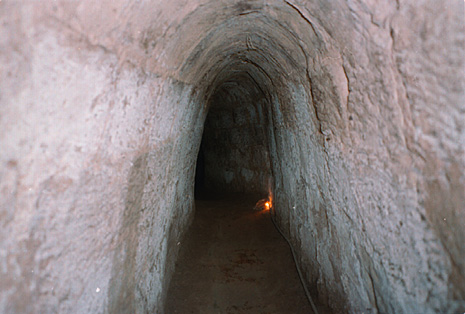
Túnel do Cuchi

Túnel do Cu Chi é um sistema de túneis no distrito de Cuchi, Cidade de Ho Chi Minh (Saigon), Vietnã. O sistema é de 40 km ao norte do centro da cidade. Foi construído durante a Guerra do Vietnã, pelos comunistas vietnamitas. Muitos soldados e líderes comunistas viveram neste sistema de túneis durante a guerra. O exército dos Estados Unidos e Vietnã do Sul não foi capaz de destruir esse sistema. Hoje, é um destino popular para turistas.